# Josef Perwolf
Josef Perwolf (26. února 1841 Čimelice – 2. ledna 1892 Varšava) byl jazykovědec, zaměřením slavista, českého původu, který působil jakožto univerzitní profesor v Polsku.

## Život
Narodil se v rodině vlastence Josefa Perwolfa, knížecího právního úředníka na schwarzenberském panství v Čimelicích a jeho manželky Antonie Bartákové.
Gymnázium vystudoval v Písku, poté filozofickou fakultu v Praze. Nejprve pracoval jako asistent knihovny a pak archivář v Muzeu království českého. V roce 1871 se stal profesorem dějin a literatur slovanských na varšavské univerzitě.
Byl pohřben na pravoslavném hřbitově ve Varšavě (ulice Wolska).
Dílu a životu jazykovědce Josefa Perwolfa se dle Souborného katalogu Národní knihovny České republiky badatelsky nejhlouběji věnoval český básník a prozaik Ladislav Dvořák (1920–1983).

## Dílo (výběr)
V jeho rozmanitém literárním díle je zcela očividný zájem o dějiny Slovanů, především pak národa ruského.
- Listy o Polsku a Rusku. Praha: J. Perwolf, mezi 1872 a 1882. 52 S.
- Die slawisch-orientalische Frage: eine historische Studie. Prag: Theodor Mourek, 1878. 149 S.
- Professor Perwolf in Warschau über Šembera’s Westslawen in der Vorzeit. Wien: F. Sipelbauer, 1877. 6 S. (Pozn.: Je zde míněn český středoškolský profesor a historik František Šembera, 1842–1898).[9]
- Germanizacija baltijskich Slavjan. St.-Peterburg: Tipografija V.S. Balaševa, 1876. 260 S.
- Slované: historický nástin. V Praze: J. Perwolf, 1869. 58 S. (pozn.: s příspěvky od Jana Erazima Wocela a Karla Jaromíra Erbena)
- Přehled historie národa ruského. V Praze: J. Perwolf, 1868. 190 S.
- Vývin idey vzájemnosti u národův slovanských. Praha: Grégr, 1867. 72 S.